# Gerard Desmet (1910)
Gerard Desmet (Sint-Eloois-Vijve, 17 oktober 1910 – Kortrijk, 30 juni 1976) was een Belgisch wielrenner. Hij was van 1935 tot 1939 als beroepsrenner actief.
Desmet behaalde slechts één overwinning toen hij in 1938 het eindklassement won van de Tour du Sud-Ouest in Frankrijk, een wedstrijd die gereden werd in zes ritten. In 1939 werd hij derde in het eindklassement van Parijs-Nice, dat gewonnen werd door Maurice Archambaud.
Gerard Desmet had geen enkele familieband met zijn in 1907 geboren naamgenoot.